# سرمان شائع
سرمان شائع (الاسم العلميGomphus vulgatissimus)، نوع من جنس السرمان طوله نحو 50 مم. جوشنه أخضر اللون يعلوه تسنيج أسود. بطنه مستطيل الشكل يعترضة تجذيع أصفر. أرجله سود. يفترس الذباب والهوام والنحل.

## معرض صور

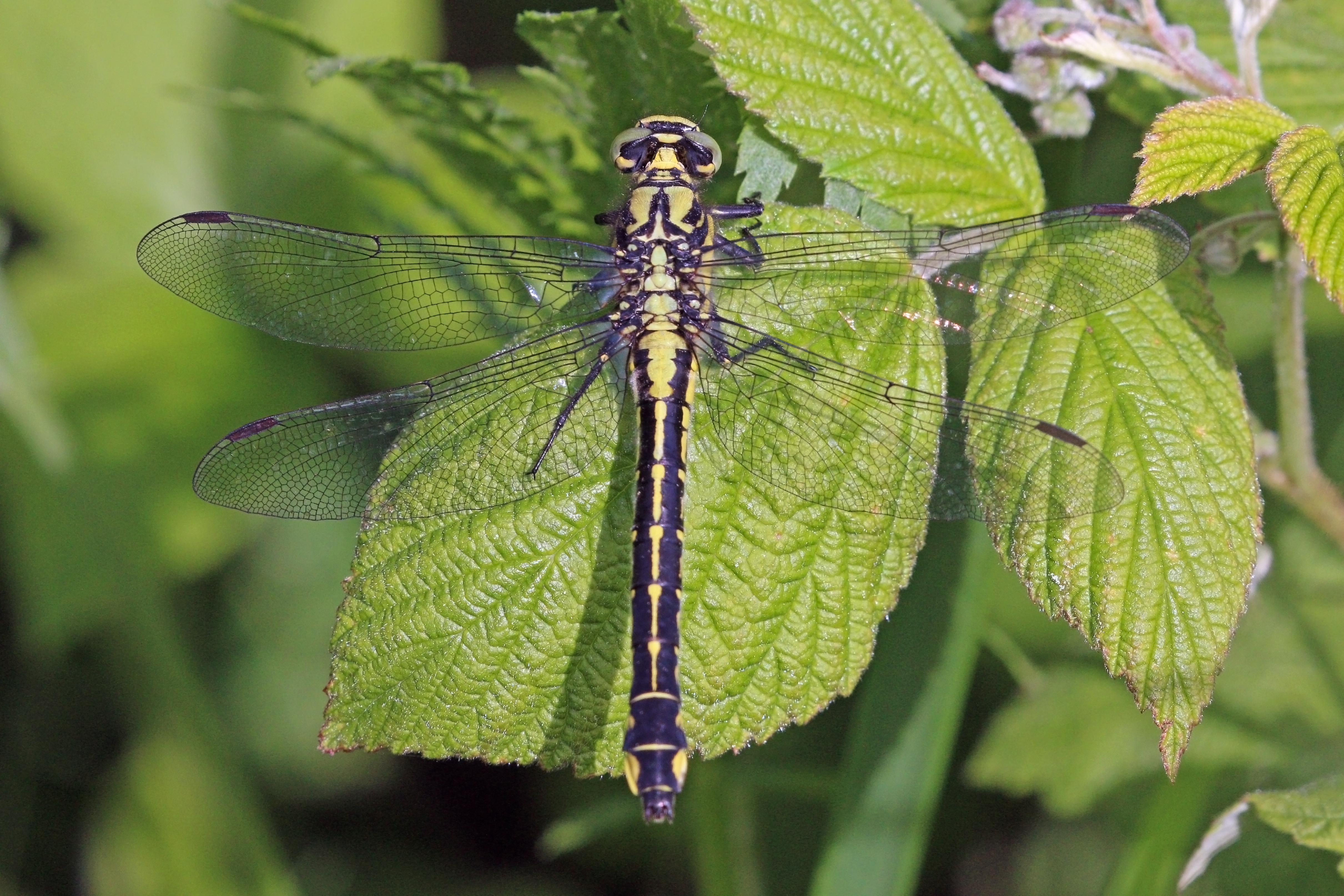
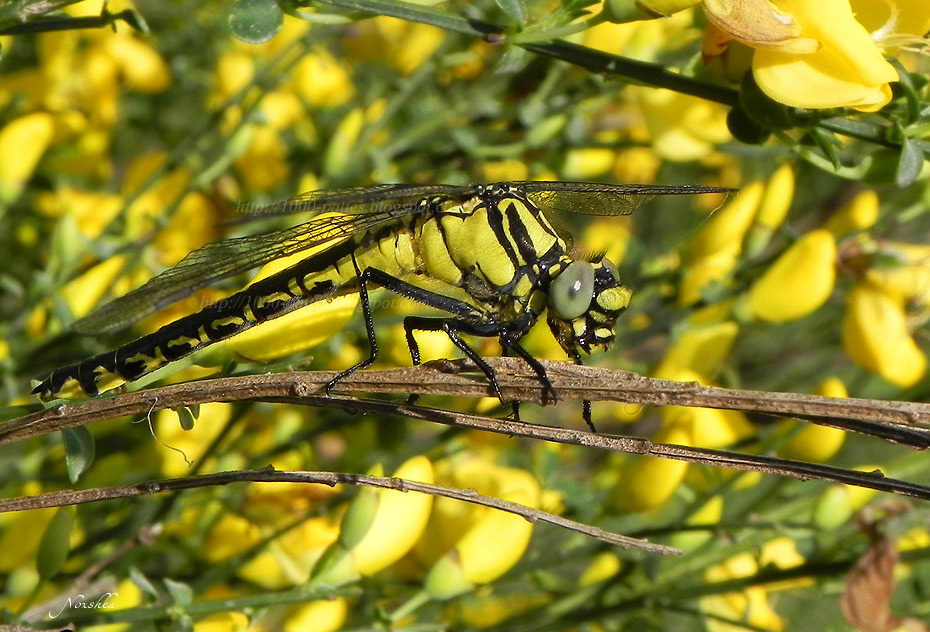
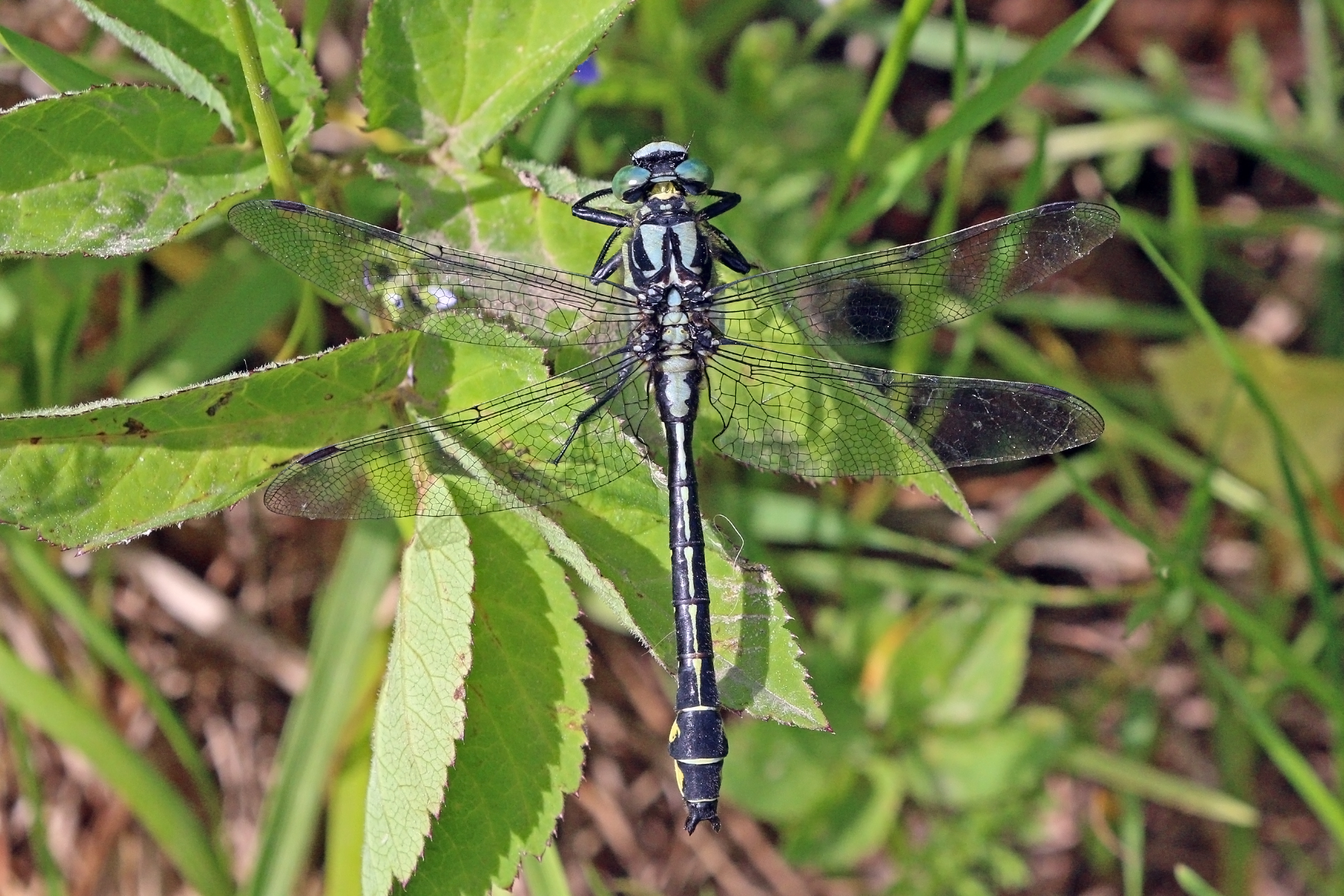
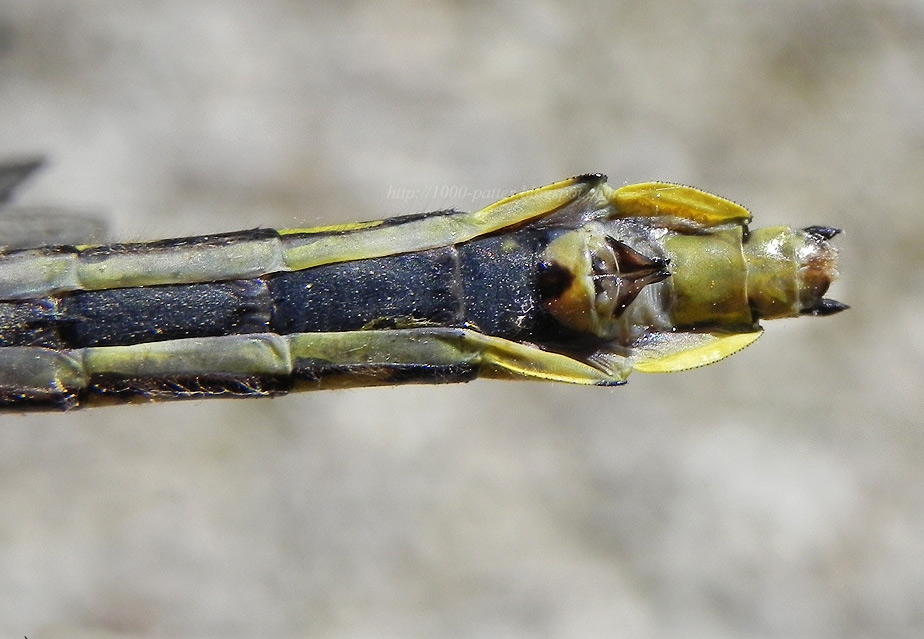
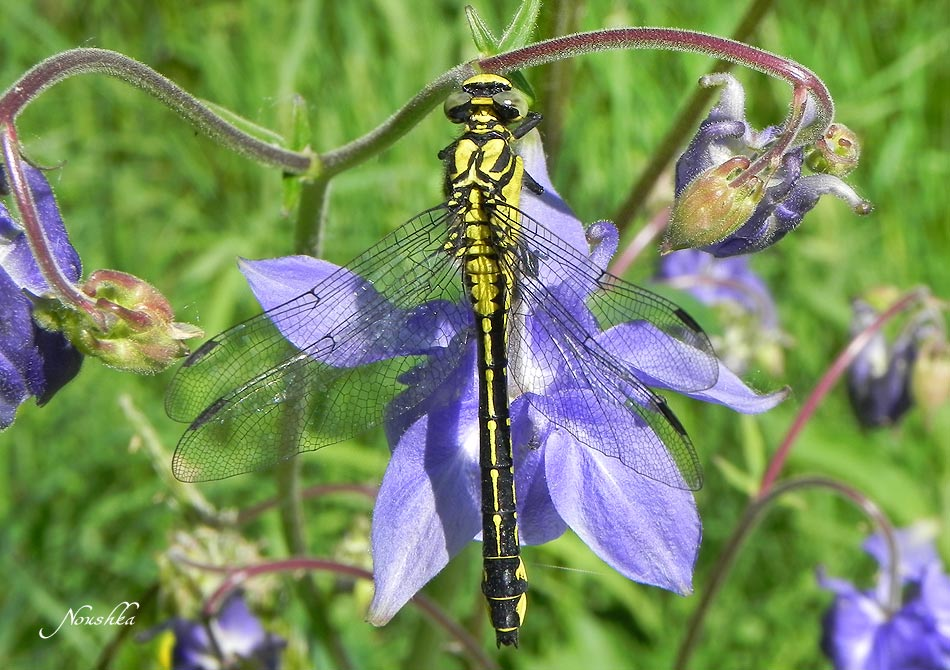
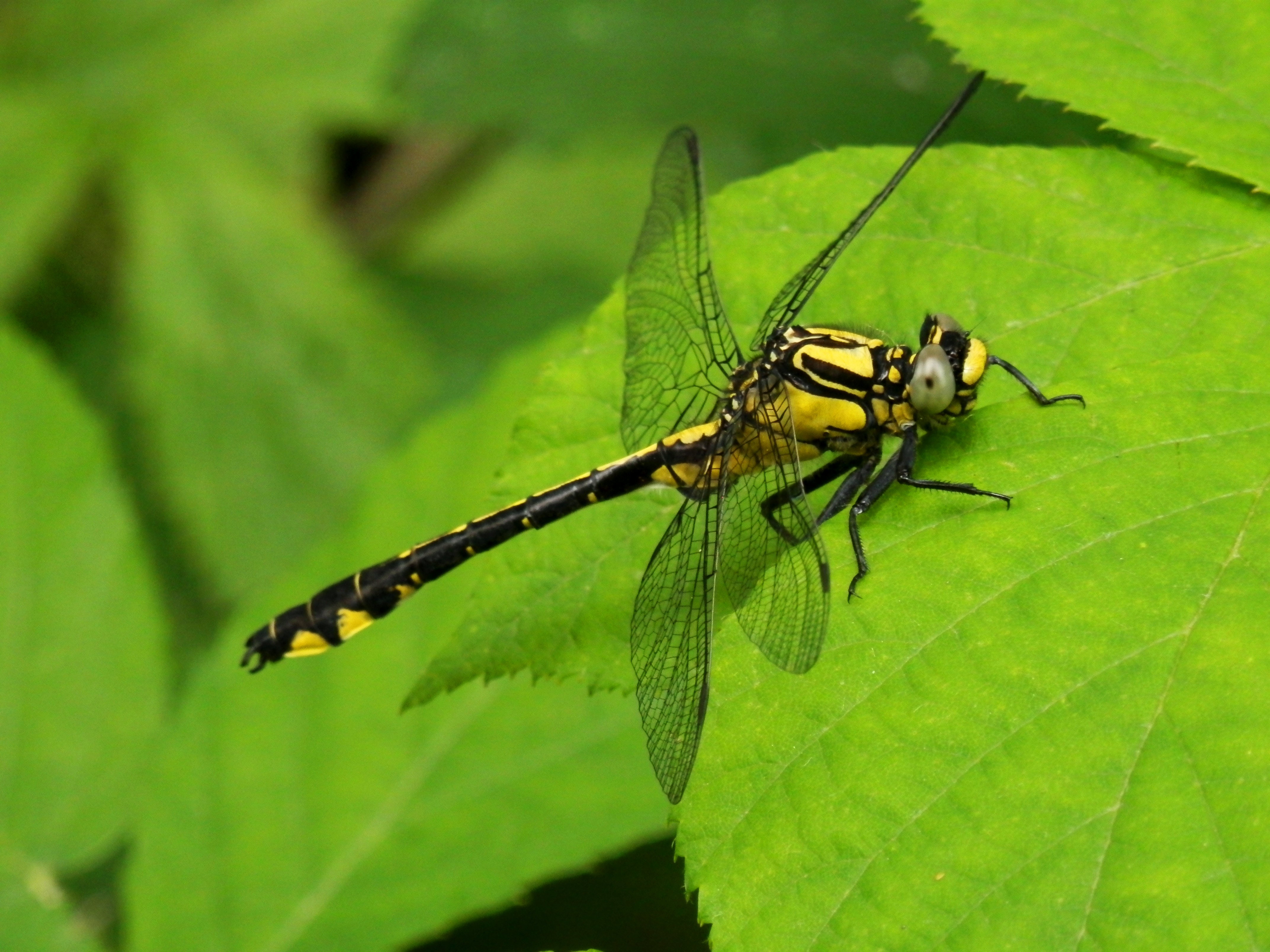